# Scène hip-hop de Chicago

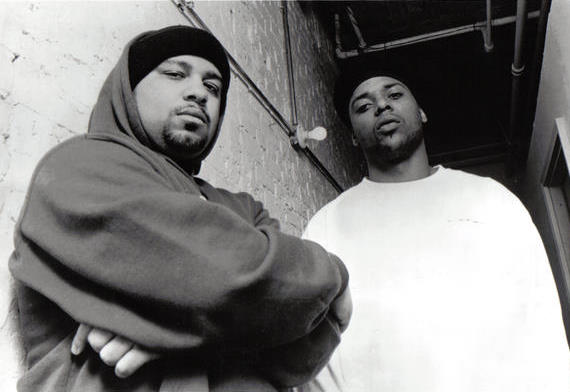
Le duo Earatik Statik, un groupe de la scène underground de Chicago dans les années 1990.

Cet article traite de divers aspects de la scène hip-hop de Chicago, dans l'Illinois, qui a produit de nombreux groupes et artistes dont certains comme Common, Da Brat, Twista, R. Kelly, Lupe Fiasco, Kanye West, le groupe Crucial Conflict, Chief Keef, Juice Wrld ou encore Lil Reese sont aujourd'hui connus à l'international.

## Présentation
Depuis le début des années 1990, la ville de Chicago (troisième métropole des États-Unis par sa population) possède une scène rap underground prospère. Des blogs comme Fake Shore Drive, SBG (See Beyond Genre) et Midwest Live sont devenus le « nerf central » de la scène rap underground locale. Un film réalisé en 2009, I Am Hip Hop: The Chicago Hip Hop Documentary  documente la scène rap underground de Chicago entre 2004 et 2009. En 2009, la chanson Legendary publiée par les rappeurs de Chicago Saurus and Bones, Twista, et AK-47 de Do or Die démontre un style Midwest de paroles rapides et d'un rythme sombre,. Kevin Beecham alias Formless compile et écrit The Chicago Hip Hop Story qui est présenté sur le site de hip-hop basé à Chicago du label Galapagos4.

## Style

### Les années 1990-2000: Durap conscientaugangsta rap
Le genre Chicago hip-hop ou Chicago Rap Music (littéralement « musique rap de Chicago »), n'a pas de son uniforme ou de style standard semblable au style hip-hop du Rap East Coast. Au cours des années 1990, le style des rappeurs de Chicago varie souvent et suivant les quartiers Chicagoans desquels les artistes proviennent, leurs styles changeait, allant du Hipster rap, au gangsta rap, au rap hardcore ou encore au rap politique ou au Midwest rap. Les rappeurs du West Side de Chicago avaient tendance à revendiquer le style rap hardcore, à la différence du South Side de Chicago qui revendiquait le rap politique et le rap aux influences soul, funk ou encore blues. Les artistes qui dominait la scène chicagoane durant cette période comprend Common, Da Brat, Twista, Rhymefest, Kanye West, Lupe Fiasco ou encore le groupe Crucial Conflict.

### Les années 2010-2020: Émergence et influence de la musique drill
L'histoire de la musique drill débute au début des années 2010 dans le South Side, plus précisément dans le quartier de Woodlawn. De jeunes artistes comme Chief Keef, King Von, Lil Reese ou Fredo Santana, membres de gang, émergent sur la scène locale et dépassent rapidement les frontières de l’Illinois. Les paroles de la drill divergent fortement de celles des premiers rappeurs de Chicago, comme Common et Twista, qui s'inclinent plus vers le rap conscient.
Plus qu’une sonorité précise, c’est l’imagerie globale de leur musique qui marque les esprits : comme une refonte des codes du gangsta rap des années 1990, la drill de Chicago met en avant le mode de vie de ses auteurs, qui s’affichent avec des armes à feu, revendiquent parfois directement des meurtres, et décrivent une réalité très crue sans faire de détours. Plutôt que de se perdre en métaphores et en images indirectes, la scène qui émerge alors simplifie volontairement la forme pour aller droit au but et ne rien diluer de la violence de son propos.
Le genre est l'une des facettes contemporaines les plus importantes de la scène hip-hop de Chicago. La drill est caractérisée par des paroles au contenu audiovisuel perturbant voire choquant ou au contraire, irréprochable mais posées sur un rythme irrégulier (Roland TR-808, charleston, etc.). Les producteurs de drill font l'usage de l'Auto-Tune,. Popularisée localement à Chicago, les rappeurs de drill attirent l'attention médiatique par leurs paroles violentes, d'abord aux États-Unis puis à l'international.

## Artistes notables

### R. Kelly

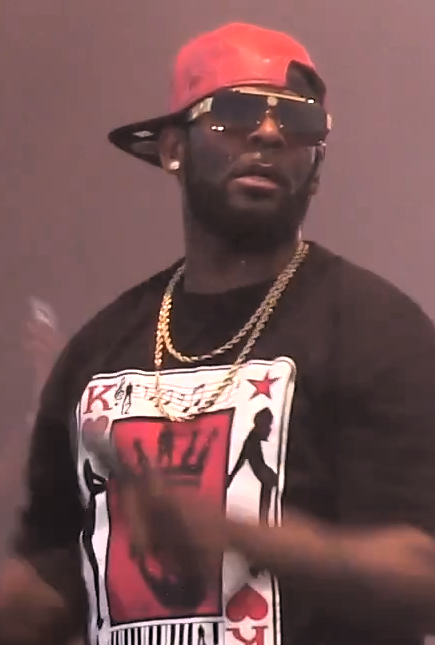
R. Kelly en 2017.

R. Kelly est sans doute la figure la plus emblématique de la scène hip-hop/RnB de Chicago. Son influence s’exerce sur le hip-hop, le rap, la soul et le gospel. En 2011, R. Kelly est nommé meilleur artiste de RnB des vingt-cinq dernières années par le magazine Billboard,,. À ses débuts, il était dans un groupe formé avec son meilleur ami mais au bout de quelque temps il décide de faire carrière solo. Son premier album solo 12 Play est rapidement disque de platine.
R. Kelly est connu pour sa chanson I Believe I Can Fly, BO du film Space Jam (il en sera recompensé par trois Grammy Awards). Il poursuit dans la lancée des bandes originales de film avec le single Gotham City du film Batman et Robin sorti en 1997. Il n’en oublie pas pour autant les artistes qu’il produit comme Aaliyah (qu'il découvre en 1994) et Wyclef Jean (ex membre des Fugees), ni sa carrière personnelle et sort en 1998 R., ce double album se vend à plus de 8 millions d’exemplaires aux États-Unis et dépasse le disque de diamant.
Entre 2000 à 2002 R. Kelly sort deux albums dont un avec le rappeur Jay-Z. Des doutes commencent à planer sur sa vie privée et ses rapports sexuels avec des jeunes mineurs, il est déprogrammé des playlists des radios, ce qui fait considérablement chuter les ventes de disques. L’album The Best of Both Worlds, où il chante avec Jay-Z, pourtant entré directement numéro 2 la semaine de sa sortie aux États-Unis, verra ces ventes baisser.
Quelques années plus tard R. Kelly publie Chocolate Factory, et place avec ce disque son troisième opus numéro 1 aux États-Unis. Plus tard dans l'année, R. Kelly enregistre le single Soldier's Heart en hommage aux militaires américains présents en Irak. Dans la même période il écrit et produit Bump, Bump, Bump pour le groupe B2K en 2004. La même année il signe un double album intitulé Happy People/U Saved Me. L'album se place directement numéro 2 des ventes grâce aux singles Happy People et U Saved Me. En 2005, il sort un nouvel opus dans lequel on le retrouve avec le rappeur The Game.

### Da Brat

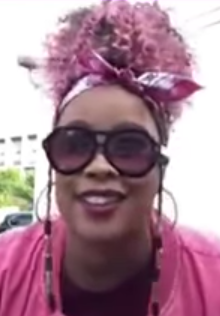
Da Brat en 2018.

En 1993, Da Brat, alors âgée de 19 ans se fait repérer par le producteur Jermaine Dupri lors d'un concours de rap organisé pendant la tournée des Kris Kross, Dupri fut bluffé par son phrasé énergique et ultra rapide. Dès l'année suivante elle enregistre son premier album studio intitulé Funkdafied entièrement produit par Dupri. Le mélange de gangsta rap, de funk et son air de garçon manqué feront le succès de cet opus vendu à plus d'un million d'exemplaires. Un record à cette époque pour une rappeuse. La notoriété grandissante de Da Brat lui permettra de collaborer avec la crème des rappeurs et chanteurs américains comme The Notorious B.I.G., Mariah Carey, Lil' Kim, Missy Elliott ou encore Jagged Edge.
Shawntae de son vrai nom sort son second album Anuthatantrum en 1996 avec presque autant de succès que le précédent et a été certifié disque d'or par la RIAA le 8 janvier 1997. Elle effectue ensuite une pause de quatre années avant de revenir pour son troisième album Unrestricted avec de nombreux changements au niveau musical (plus « commercial ») et surtout un changement de look radical. Exit les pantalons baggy et T-Shirt extra large et place aux vêtements beaucoup plus sexy et visage maquillé avec soin. Elle veut s'affirmer aux côtés des nouvelles rappeuses comme Eve ou Trina qui jouent aussi bien sur leur physiques que sur leur talents de rap pour vendre plus.

### Twista

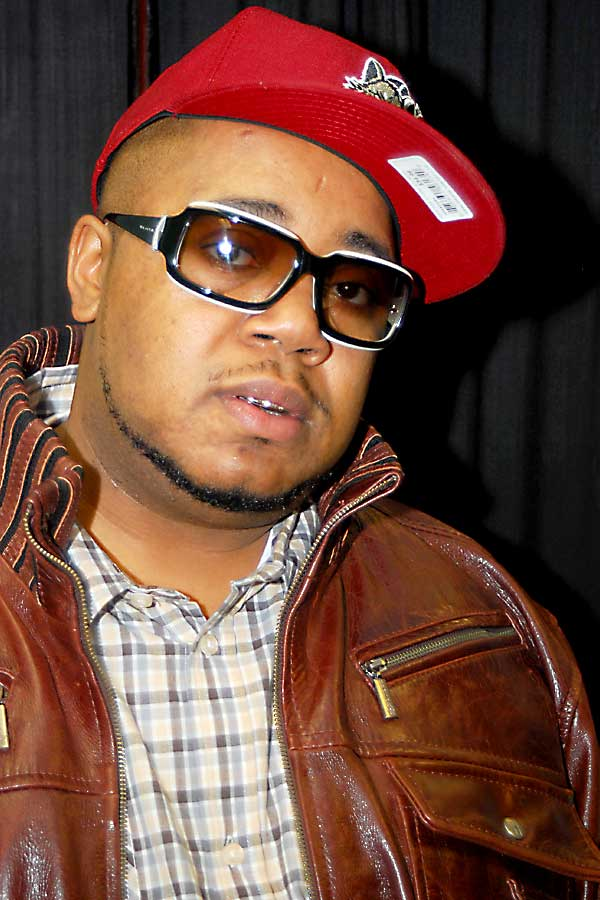
Twista en 2010.

Son phrasé ultra-rapide et ses rimes en rafales ont permis à Tung Twista de se faire connaître auprès de Zoo Entertainment, un label affilié à BMG,. En 1991, il sort à 18 ans son tout premier essai, très inspiré par le groupe A Tribe Called Quest et Native Tongues, Runnin Off At Da Mouth. Ceci lui a permis de "faire son trou" dans le milieu rap de Chicago, encore au stade de ses premiers balbutiements. Ce disque est arrivé dans les bureaux de Loud Records, entreprise encore inconnue à l’époque mais les responsables ne pouvaient disposer de moyens pour faire connaître Twista à l’Amérique tout entière.

### Crucial Conflict
Crucial Conflict est un groupe de hip-hop de Chicago connu pour son morceau Hay sorti en 1996 (extrait de l'album The Tic final) et Scummy (extrait de l'album Good Side, Bad Side). Les membres de Crucial Conflict sont Coldhard, Wild, Kilo et Never. Ils collaborent fréquemment avec des collègues rappeurs de Chicago comme Do or Die et Twista. Ils ont récemment terminé leur album Planet Crucon, avec leur tout nouveau single, Barn Fire.
Crucial Conflict, avec l'aide de Do or Die, fait de la communauté rap de Chicago qu'elle est plus consistante. Le groupe a été comparé à Bone Thugs-N-Harmony. Lorsque le hit planétaire Hay est sorti, il a amélioré les ventes de l'album du groupe, The Tic final. Ils ont collaboré et travaillé avec des artistes tels que Three 6 Mafia, Do or Die, Twista, R. Kelly, 2Pac, Warren G, The Outlawz, George Clinton, Project Pat, Da Brat, Busta Rhymes, DJ Quik, Big Sha, et beaucoup d'autres. Crucial Conflict a également enregistré des morceaux pour des musiques de film tel que How To Be a Player, Rhyme & Reason, et Thicker Than Water. Ils ont également fait une brève apparition dans le film de Hype Williams, Belly, en 1998 mettant en vedette DMX et Nas.

### Kanye West

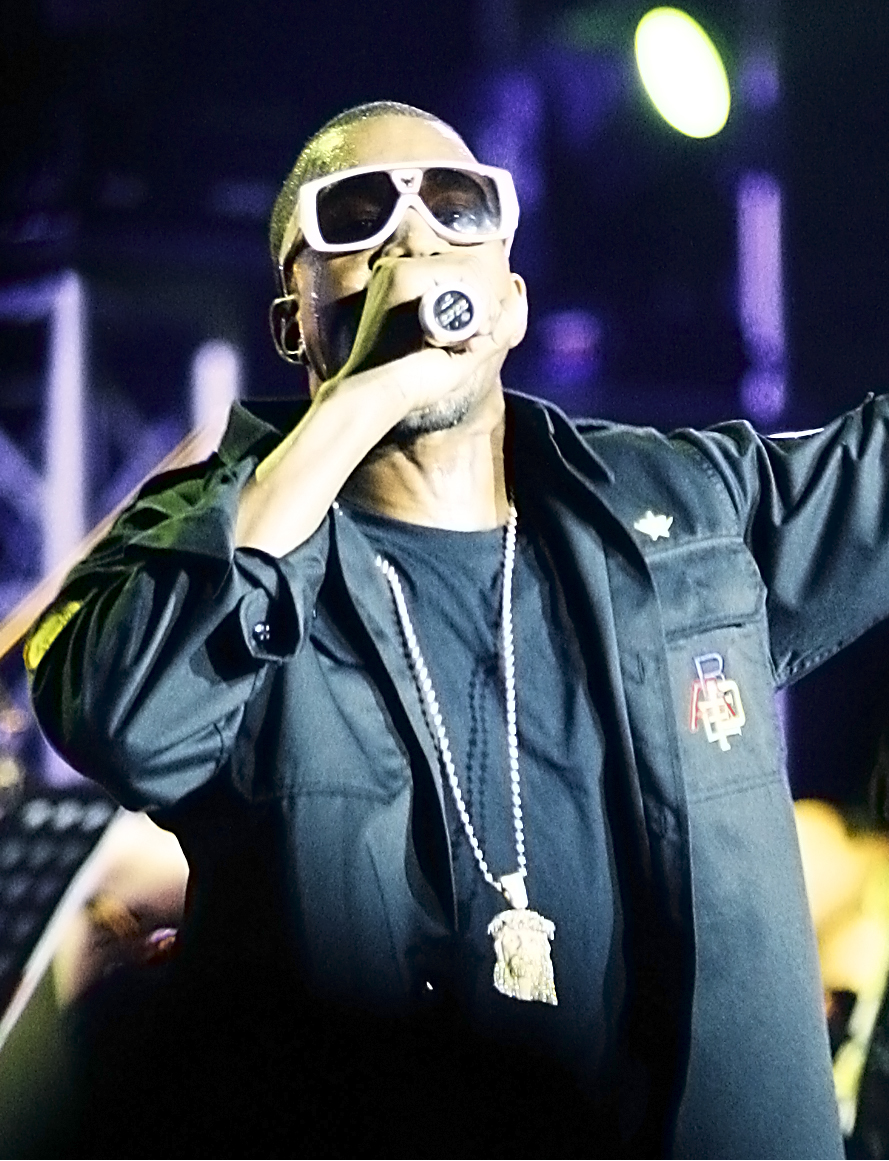
Kanye West.

Bien que natif de la ville d'Atlanta, c'est à Chicago que Kanye West fait ses premières armes en tant que rappeur. En effet, à la suite du divorce de ses parents alors qu'il n'a que trois ans, il emménage avec sa mère à Chicago où il passera toute son enfance et son adolescence. Tous les albums de Kanye West : The College Dropout, Late Registration, Graduation et 808s and Heartbreak ont reçu de bonnes critiques et sont devenus de grands succès commerciaux. Tous les quatre ont été au sommet des charts, ont été en nomination et ont remporté plusieurs prix Grammy Awards, y compris l'attribution d'« album de l'année » par les médias pour ses trois premiers albums.

### Lupe Fiasco
La notoriété de Lupe Fiasco, est assez récente. Son premier album était Food & Liquor. L'album fut l'objet d'éloges à la fois critique et public, Food & Liquor a culminé à la huitième place sur le Billboard 200, et à un moment donné était numéro 2 sur le Billboard Charts Hip Hop. Il a été nommé en 2007 pour trois Grammys, dont celui de Best Rap Album, Best Rap Song et Best Rap Solo Performance. Son single Superstar a culminé à la dixième place du Billboard Hot 100, ce qui en fait son single le plus réussi de sa carrière.

### Common

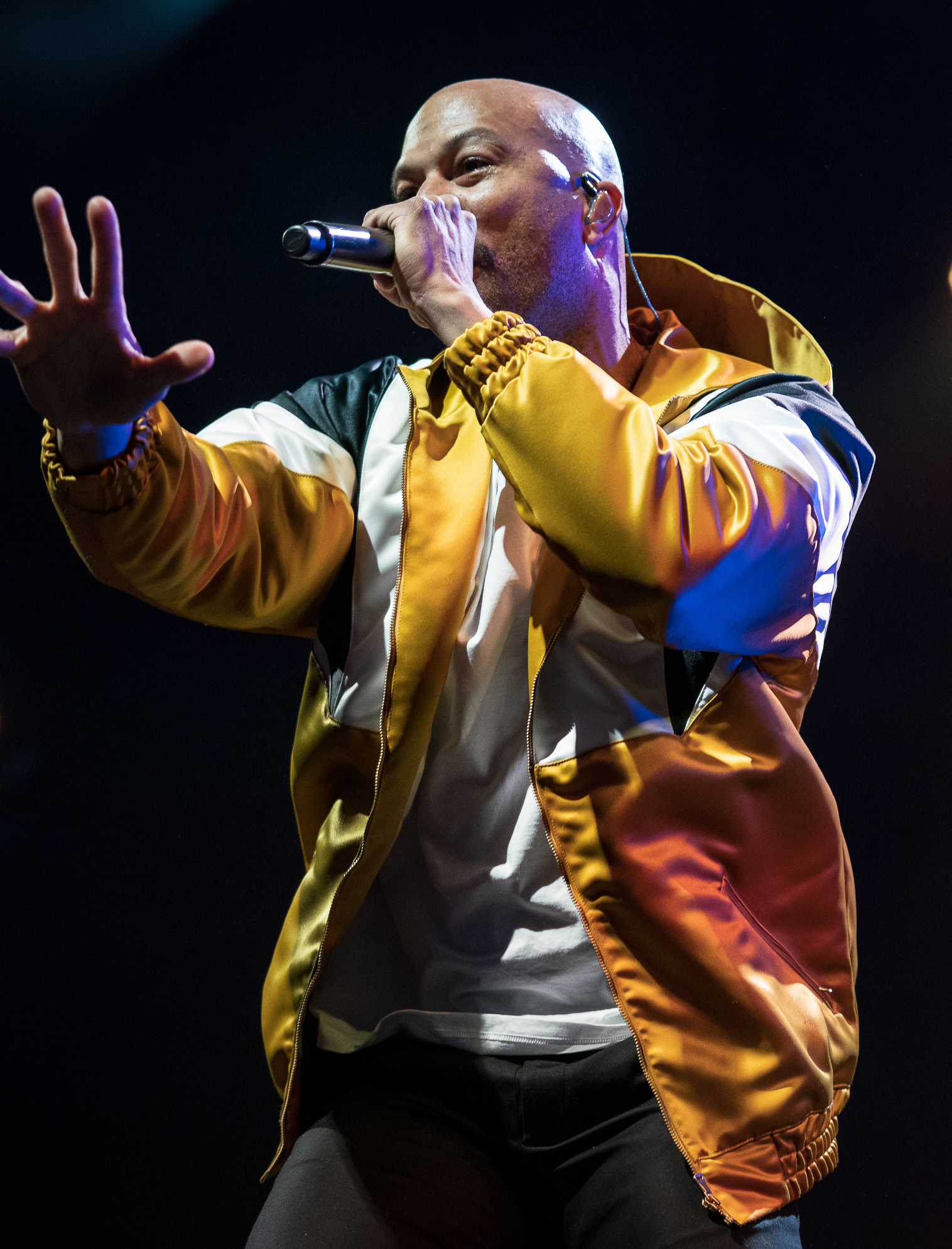
Common.

Common fait de la musique depuis son premier album Can I Borrow A Dollar? sorti en 1992. Succès immédiat, Common a continué sa carrière, avec son plus récent album, Finding Forever, à la fois critique et public, a remporté un Grammy Award. Common est actuellement sous contrat avec la maison de disques GOOD Music de Kanye West.

## Liste des musiciens hip-hop notables
| - All Natural - Chance the Rapper - Common - Chief Keef - The Cool Kids - Crucial Conflict - Da Brat - Diverse - Do or Die - Earatik Statik - Fast Eddie - FBG Duck - Fredo Santana - GLC - Hotstylz - The Individuals - Jeremih - Juice Wrld | - Kanye West - Keezo Kane - Kid Sister - Kidz in the Hall - King Von - The Legendary Traxster - Lupe Fiasco - Lil Bibby - Lil Durk - Lil Herb - Lil Jay - Lil Mister - Lil Mouse - Lil Reese - MC Juice - Molemen - Mr. Lee - No I.D. | Polo G - Psalm One - Qwel - Rhymefest - RondoNumbaNine - R. Kelly - Shawnna - SD - Soulja Boy - Snypaz - Speedknot Mobstaz - Tadoe - Twista - Typical Cats - Vakill - Young Blaze - Young Whisper |